# Bains
Bains é uma comuna francesa na região administrativa de Auvérnia-Ródano-Alpes, no departamento de Alto Loire. Estende-se por uma área de 38,21 km². Em 2010 a comuna tinha 1 488 habitantes (densidade: 38,9 hab./km²).